# مینروا از صلح در برابر مارس پاسداری می‌کند

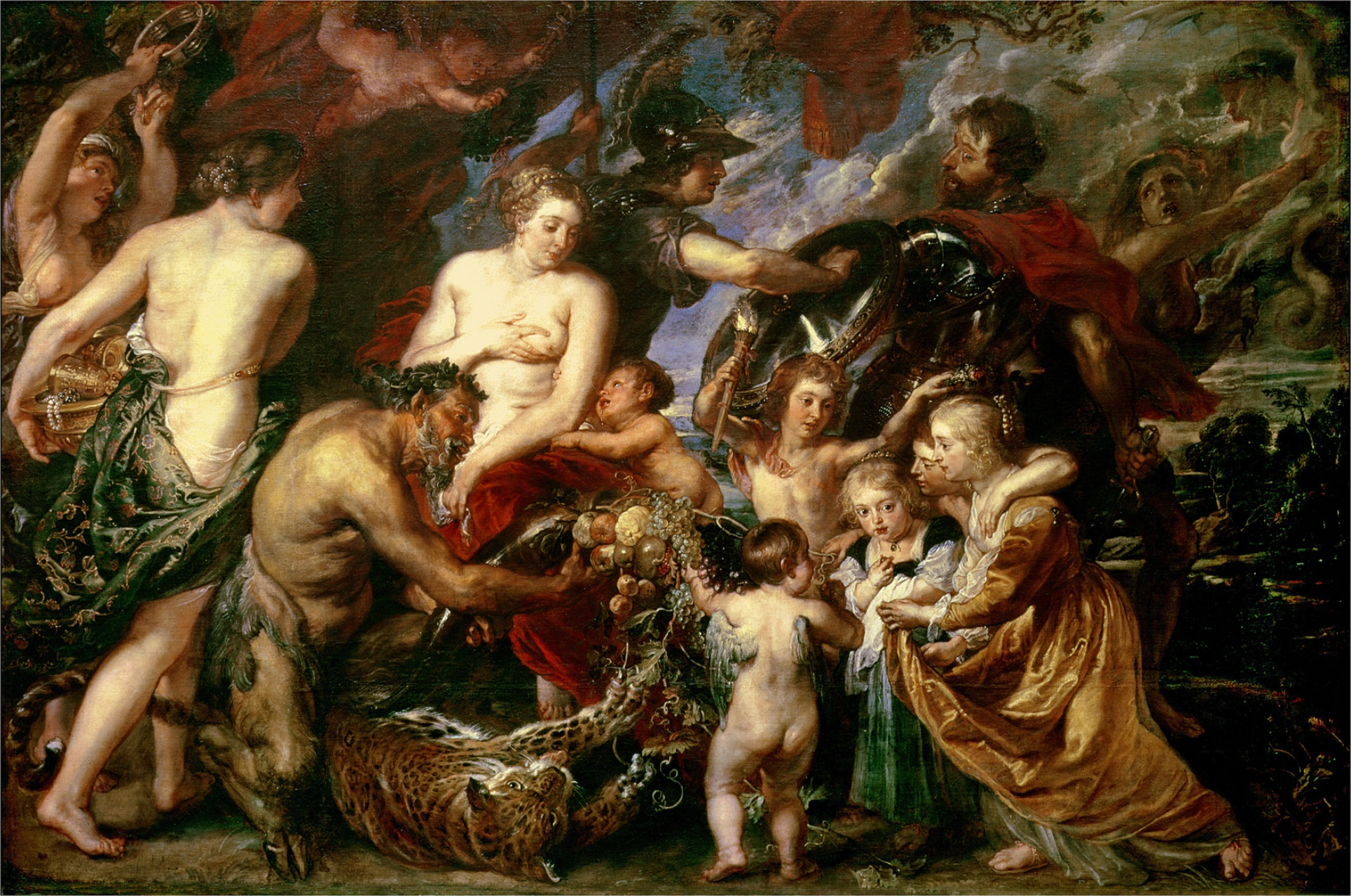

مینروا از صلح در برابر مارس پاسداری می‌کند یا صلح و جنگ یک نقاشی اثر پیتر پل روبنس است. او این اثر را در لندن بین ۱۶۲۹ و ۱۶۳۰ در طی یک مأموریت دیپلماتیک از هلندی اسپانیایی به چارلز اول انگلستان به وجود آورد. این تابلو هم‌اکنون درنگارخانه ملی لندن نگهداری می‌شود.
این تابلو مینرو (الهه جنگ، عقل و صنایع) را در حال مبارزه با مارس نشان می‌دهد. فیگوری برهنه به عنوان صلح در مرکز تصویر قرار دارد.